# Flavio Importuno
Flavio Importuno (in latino Flavius Inportunus; fl. 509-526) è stato un politico romano, vissuto durante il regno del re degli Ostrogoti Teodorico il Grande (493-526).

## Biografia
Membro dell'antica e aristocratica famiglia dei Decii, era figlio di Cecina Decio Massimo Basilio, console per l'anno 480, e fratello di Flavio Albino (console nel 493), Flavio Avieno (console nel 501), e Flavio Teodoro (console nel 505).  Nel 509, ancora molto giovane, ricevette l'onore del consolato: nello stesso anno, però dovette rispondere assieme al fratello di alcuni scontri avvenuti a seguito ai giochi a Roma. Tra il 509 e il 512, Importuno fu elevato al rango di patricius.
Nel 525 venne inviato da papa Giovanni I presso Teodorico a Ravenna: l'ambasceria, portata assieme al fratello Teodoro, all'ex-console Agapito e ad un altro patrizio, richiedeva al re una politica più moderata nei confronti della Chiesa. I delegati del papa vennero affiancati da religiosi e inviati da Teodorico alla corte di Giustino I a Costantinopoli: al loro ritorno, i delegati vennero imprigionati da Teodorico (maggio 526); non è noto il destino di Importuno.